# Володар перснів: Персні влади
«Володар перснів: Персні влади» (англ. «The Lord of the Rings: The Rings of Power») — телесеріал за мотивами творів Джона Рональда Руела Толкіна про Середзем'я, події якого відбуваються до основних подій трилогії «Володар перснів». Розповідає про Другу епоху, коли Саурон разом із ельфами створив персні влади, а потім таємно викував Єдиний Перстень аби таємно керувати рештою. Закінчилася епоха битвою Останнього союзу, яка показана в пролозі до трилогії Пітера Джексона. Прем'єра першого сезону відбулася на стримінговому сервісі «Prime Video» 2 вересня 2022 року. Другий розпочався 29 серпня 2024 року.

## У ролях
- Роберт Арамайо — Елронд[8][9]
- Овейн Артур — Дурін IV[8]
- Максим Белдрі — Ісілдур[8][9]
- Ллойд Овен — Еленділ
- Ема Горват — Еаріен
- Синтія Аддай-Робінсон — Міріель
- Тристан Ґравелл — Фаразон
- Назанін Бон'яді — Бронвін
- Тіро Мухафідін — Тео
- Морвед Кларк — Ґаладріель[8][9]
- Амелія Чайлд-Вілльєрс — маленька Ґаладріель
- Вілл Флетчер — Фінрод
- Ісмаель Круз Кордова — Арондір[8][9]
- Чарльз Едвардс — Келебрімбор[8]
- Ленні Генрі — Садок Берроуз[8]
- Маркелла Кавена — Еланор «Норі» Брендіфут[8][10]
- Ділан Сміт — Ларго Брендіфут
- Сара Званґобані — Маріґолд Брендіфут
- Меґан Річардс — Поппі Праудфеллов, подруга Норі[11][12]
- Тусіта Джаясундера — Мальва
- Саймон Мерреллс — Тревін[13]
- Софія Номвете — Діса[8]
- Меґан Річардс — допитливий гобіт[8]
- Чарлі Вікерс — Галбренд / Саурон[8]
- Бенджамін Вокер — Ґіл-ґалад[14]
- Деніел Вейман — Незнайомець[10]
- Джозеф Моул — Адар
- Пітер Тейт — Тредвілл
- Леон Водгем — Кемен
- Кіп Чепмен — Раян

На нерозкриті ролі були запрошені такі актори:
- Ян Блекберн
- Бея Кессіді
- Ентоні Крам
- Максин Канліфф
- Фабіян МакКаллум
- Джофф Моррелл
- Пітер Муллан
- Август Прю
- Алекс Таррант

## Список епізодів

### Перший сезон
| № серії | Назва серії                          | Режисер(и)           | Сценарист(и)                                              | Оригінальна дата виходу |
| --- | ------------------------------------ | -------------------- | --------------------------------------------------------- | ----------------------- |
| 1 | «Тінь минулого» «Shadow of the Past» | Хуан Антоніо Байона  | Дж. Пейн і Патрік МакКей                                  | 2 вересня 2022          |
| Коли Морґот знищує Дерева, що освітлювали світ, ельфи вирушають з Валінору в Середзем'я на війну зі злом. Ельфи стикаються з арміями орків, якими керує чаклун Саурон. Ґаладріель, пам'ятаючи повчання брата Фінрода, не припиняє пошуків Саурона, хоча війна скінчилася. Їй із групою ельфів вдається розшукати замерзлу цитадель, де стикається з тролем. Загін Ґаладріель відмовляється йти з нею далі. Король ельфів Ґіл-Ґалад робить висновок, що загрози з боку Саурона більше немає і відправляє Ґаладріель з її воїнами як героїв війни назад у Валінор. Король проте стривожений похмурими знаками. За якийсь час плем'я хутроногів переховується від незнайомців. Дівчина Еланора прагне побачити світ за межами свого селища, але її мати переконана, що хутроногам треба дбати про свою землю. Мудрець Садок зауважує дивний вигляд зірок на небі. У людське селище серед Південних земель приходить ельф-розвідник Арондір, таємно закоханий у людську цілительку Бронвін. Люди невдоволені тим, що ельфи командують ними, та чекають на свого, людського короля. В той час природа навколо марніє, Бронвін і Арондір підозрюють, що за цим стоїть якась надприродна сила. Разом вони вирушають до селища Гордена і знаходять його у вогні. Тимчасом Тео, син Бронвін, знаходить зламаний меч із позначкою Саурона. Перед входом у Валінор Ґаладріель бачить метеор і вистрибує з корабля. Метеор падає, і в кратері Еланора виявляє незнайомого чоловіка. |                                      |                      |                                                           |                         |
| 2 | «За течією» «Adrift»                 | Хуан Антоніо Байона  | Дженніфер Гатчинсон                                       | 2 вересня 2022          |
| Пливучи назад до Середзем'я, Ґаладріель натрапляє на пліт із людьми, що потрапили у кораблетрощу. На них нападає морський змій і лише один з них виживає — Галбренд із Південних земель. Він пояснює, що втікає від орків. Він та Ґаладріель намагаються пережити бурю. Норі і її подруга Поппі приховують незнайомця, що впав з неба, від інших хутроногів і доглядають за ним. Він не розуміє їхньої мови, але використовує світляків і щось подібне до магії, щоб пояснити, що він шукає невідоме Еланорі сузір'я. Арондір обстежує тунелі під Горденом і потрапляє в полон. Бронвін повертається в своє селище Тіргарад, де на неї та хлопчика Тео нападає орк. Їм вдається вбити його. Вони використовують голову орка як доказ небезпеки і переконують інших покинути селище. Ґіль-ґалад надсилає ельфа Ельронда на допомогу знаменитому ельфу-ковалю Келебрімбору, який планує побудувати потужну нову кузню. Ельронд пропонує запросити на допомогу гномів та йде до свого друга принца Дуріна IV у Казад-дум. Дурін злиться, що Ельронд не навідувався до нього 20 років, але його дружина Діса переконує його вислухати Ельронда. Батько Дуріна не бажає, щоб гість дізнався таємницю процвітання гномів. |                                      |                      |                                                           |                         |
| 3 | «Адар» «Adar»                        | Вейн Че Іп           | Джейсон Кегілл і Джастін Добл                             | 9 вересня 2022          |
| Арондіра хапають орки та кидають до табору полонених, де примушують їх важко працювати. Скоро Арондір помічає, що орки щось шукають, але змушені ховатися від сонячного світла. Полонені піднімають повстання, проте зазнають поразки. Орки ведуть Арондіра до свого ватажка Адара. Ґаладріель з Галбрендом підбирає корабель Еленділа, який доставляє обох до острівного королівства людей Нуменор. Ґаладріель просить нуменорців пропустити корабель в Середзем'я, проте Галбренд думає лишитися. Через крадіжку Галбренда запроторюють до в'язниці. Королева Нуменора, Міріель, дослухається до свого радника та вирішує не відпускати Ґаладріель. Еленділ перешкоджає спробі Ґаладріель утекти, хоча дозволяє відвідвати Залу легенд. Там Ґаладріель дізнається, що в Південних землях за планом Морґота вже давно будується держава Саурона. Ґаладріель здогадується, що Галбренд — це нащадок королівського роду. Тим часом одним із нуменорців виявляється молодий матрос Ісілдур. Еланора намагається викрасти карту неба, щоб дізнатися, що хотів показати незнайомець. Впалий з неба чоловік приходить до селища хутроногів, чим лякає їх. Еланора зізнається, що приховувала знахідку, тому дівчину пропонують вигнати з племені, але залишають. Коли хутроноги кочують далі, незнайомець вирушає слідом, допомагаючи мігрувати родині Норі. |                                      |                      |                                                           |                         |
| 4 | «Велика хвиля» «The Great Wave»      | Вейн Че Іп           | Стефані Фолсом, Дж. Д. Пейн і Патрік Маккей               | 16 вересня 2022         |
| Ґаладріель підозрює, що королева Міріель приховує якусь таємницю, через яку незлюбила ельфів. Коли Ґаладріель робить спробу втечі з-під варти, Міріель показує їй чарівних камінь палантир, який відкриває видіння про загибель Нуменору в майбутньому через появу ельфійки. Ґаладріель вважає, що це може статися саме через відмову від стосунків з ельфами, та королева тверда в своєму рішенні. Вона вирішує особисто супроводити гостю до її народу. Тим часом Ісілдура виганяють з навчання і він викликається плисти з королевою. Арондір дізнається, що вождь орків Адар — це ельф. Адар відпускає його за умови, що той передасть послання. Дорогою Арондір рятує Тео, котрого переслідують орки, прагнучи відібрати меча. Хоча орки втрачають ціль, вони доповідають своєму ватажку, що тепер знають де їхня реліквія. Тео потім зустрічає старого чоловіка, що знає про меч і обіцяє повернення його володаря. Поки гноми будують кузню Келебрімбора, Ельронд самотужки розслідує куди вирушає Дурін і той зізнається, що видобуває руду металу мітрилу. Проте видобуток пов'язаний з якоюсь небезпекою. Дурін ненавидить через це свого батька, який і знайшов руду. |                                      |                      |                                                           |                         |
| 5 | «Роздоріжжя» «Partings»              | Вейн Че Іп           | Джастін Доубл                                             | 23 вересня 2022         |
| Захищаючи Норі та інших хутроногів від вовчої зграї, незнайомець власними чарами травмує руку. Він зцілює її за допомогою зачарованої крижаної води, об яку необачно обморожується Норі і незнайомець відкидає її, чим лякає. У Нуменорі Ґаладріель переконує Галбренда приєднатися до експедиції в Середзем'я, розповівши про свої битви і поразки в боротьбі з Сауроном. Водночас Кемен, син радника Фаразона, намагається спалити кораблі експедиції, вважаючи, що Ґаладріель і Міріель візьмуть за пожежу вину на себе, а сам Фаразон отримає підтримку народу. Однак його викриває Ісілдур, який потайки пробрався на корабель. Між ними стається бійка, спалахує пожежа і Ісілдур рятує суперника. Як нагороду Ісілдур отримує місце в екіпажі експедиції. У Ліндоні Гіл-Ґалад відкриває Ельронду свої знання про гномський мітрил і намір використати його для продовження існування ельфів у Середзем'ї (у металі збереглося світло сильмарила). Ельронд розповідає про це відкриття Дуріну, і вони повертаються до Казад-Думу, щоб спробувати переконати короля Дуріна надати мітрил. У Південних землях половина жителів на чолі з Вальдрегом підкоряється вимогам Адара і приєднується до нього, вважаючи його Сауроном. Тео показує зламаний меч Арондіру, який розуміє, що це ключ, який допоможе перетворити Південні землі на царство зла Саурона. Вбачаючи у свій вартовій вежі мішень для орків, решта селян готуються до бою з армією орків, що наближається. |                                      |                      |                                                           |                         |
| 6 | «Удун» «Udûn»                        | Шарлотта Брандстрьом | Ніколас Адамс і Джастін Добл, Дж. Д. Пейн і Патрік Маккей | 30 вересня 2022         |
| Адар веде армію орків до вежі, але це виявляється пасткою. Поки вони обшукують територію, Арондір руйнує вежу і вона завалюється на орків. Люди в той час готуються до оборони в долині Удун, а Арондір ховає зламаний меч у потаємному місці. Починається битва, і хоча селяни перемагають, багато ворогів, яких вони вбили, виявляються людьми-зрадниками. Головна армія орків раптово атакує з темряви, важко ранячи Бронвін стрілою. Вцілілі ховаються у таверні, куди вриваються орки. Адар вимагає розповісти де меч і наказує поступово вбивати людей. Тео, щоб врятувати матір, відкриває Адару сховок з мечем. Нуменорська армія прибуває в Середзем'я та встигає допомогти в боротьбі проти орків. Адар намагається втекти, прихопивши меч, але його схоплюють Ґаладріель і Галбренд. Ґаладріель допитує Адара та з'ясовує, що він — один з перших орків, яких Морґот створив з ельфів. Адар каже, що вбив Саурона за його одержимість прагненням впорядкувати Середзем'я. Він також глузує з бажання Ґаладріель винищити орків, кажучи, що її теж зіпсувало зло. Галбренда приймають як законного короля Південних земель. Арондір радить Тео передати меча нуменорцям, аби ті викинули його в море. Проте Тео виявляє, що в Адара забрали фальшивку, а справжній меч зрадник Вальдрег приносить до вежі та вставляє в стародавній механізм. Це пропускає воду тунелями й траншеями, які копали орки, в підземелля під Судною Горою. Контакт води з лавою спричиняє виверження, що накриває долину.                                                                                   |                                      |                      |                                                           |                         |
| 7 | «Око» «The Eye»                      | Шарлотта Брандстрьом | Буде визначено                                            | 7 жовтня 2022           |
| Вцілілі селяни тікають від вулкана. Міріель осліпла, а Ісілдур зник. Міріель обіцяє Галадріель більше нуменорської підтримки. Ґаладріель супроводжує пораненого Галбренда до Ліндона за ельфійськими ліками. В іншому місці караван Норі виявляє, що гай, куди вони прямували, спалений виверженням. Спроба незнайомця зцілити плодове дерево закінчується невдачею, і він іде геть. Наступного дня хутроноги бачать, що зцілення спрацювало і гай ожив. Поки вони радіють, незнайомця шукають троє осіб у білому. Норі намагається обманути їх, пославш хибним шляхом, але тріо спалює караван хутроногів. Зрозумівши небезпеку, вони вирушають попередити незнайомця. У Казад-думі Ельронд пропонує королю гномів Дуріну III вигідну угоду за мітрил. Король відмовляється, кажучи, що доля ельфів — загинути, і її не можна порушувати. Коли Ельронд від’їжджає, принц Дурін стає свідком здатності мітрілу відроджувати листя. Він кличе Ельронда назад і сам починає добувати руду, знаходячи в результаті велику мітрилову жилу. Розгніваний король виганяє Ельронда з міста й запечатує шахту. Діса переконує Дуріна, що його батько став надто старий, і його владу треба повалити. Адар перейменовує спустошені Південні землі, тепер огорнені попелом, на «Мордор». У глибинах Казад-думу прокидається балрог. |                                      |                      |                                                           |                         |
| 8 | «Сплавлені» «Alloyed»                | Вейн Че Іп           | Буде визначено                                            | 14 жовтня 2022          |
| Ґаладріель привозить пораненого Галбренда до Ерегіону для лікування. Ельронд розповідає Келебрімбору, що забраного ним з Казад-думу шматочка мітрилу буде замало для порятунку ельфів. Але Галбренд пропонує Келебрімбору створити сплав мітрілу з іншими металами, щоб збільшити його силу. Незнайомця знаходять троє чаклунок, які називають його Сауроном. Вони радять піти в землю Рун, щоб розкрити його силу сповна. Норі з іншими хутроногами вирішує врятувати незнайомця та переконує його, що він добрий. Коли Норі викрадає в чаклунок скіпетр і дає його незнайомцю, той перетворює чаклунок на зграю метеликів. Але Садок помирає від рани, завданої чаклунським кинджалом. Норі вирішує супроводити незнайомця в Рун, щоби він завадив силам зла. Ґаладріель підозрює, що Галбренд самозванець і перевіряє королівські родоводи Південних земель. Виявляється, що останній спадкоємець помер тисячу років тому, не лишивши нащадків. Ґаладріель розуміє, що Галбренд — це і є Саурон, і намагається його вбити братовим кинджалом. Наславши на Ґаладріель видіння, Саурон хоче схилити її на свій бік, а зазнавши невдачі, тікає. Ґаладріель радить Келебрімбору створити з мітрилового сплаву три персня, щоб сила мітрилу була завжди розподілена. Вона віддає братовий кинджал на переплавлення і Келебрімбор створює для ельфів три перших Персня влади. Ельронд зауважує як природа при цьому відроджується. Тим часом Еленділ і Міріель повертаються в Нуменор і дізнаються, що старий король помер. Його радник Фаразон мріє захопити владу. Саурон же прибуває до Мордору. |                                      |                      |                                                           |                         |

## Виробництво

### Розробка
У липні 2017 року було врегульовано судовий процес між Warner Bros. і правовласниками творчого спадку Джона Толкіна. Обидві сторони стали пропонувати права на потенційний телесеріал, заснований на «Володареві перснів» Толкіна, кільком потенційним виробникам, включаючи Amazon, Netflix і HBO.
Компанія Amazon придбала права на екранізацію роману «Володар перснів» 13 листопада 2017 року. Amazon уклала угоди з організаціями, що мали права на творчий спадок Толкіна, включно з Tolkien Estate, видавництвом HarperCollins і кінокомпанією New Line Cinema. Угоди коштували від 200 млн до 250 млн доларів, що більше, ніж пропонував сервіс Netflix. Виробництво серіалу за «Володарем перснів» планувалося розпочати впродовж двох років. Угода передбачала створення 5-и сезонів і можливого спін-офу. Вартість виробництва серіалу, враховуючи придбання авторських прав, оцінювалася в понад 1 млрд доларів США, що зробило його «найдорожчим телесеріалом в історії». У перших анонсах повідомлялося, що сюжет буде базований на «недосліджених раніше історіях, заснованих на роботах Дж. Р. Р. Толкіна». Підкреслювалося, що це не буде рімейк кінотрилогії Пітера Джексона, а події серіалу передуватимуть книзі «Братерство персня».
Виробництво першого сезону здійснювалося в умовах підвищеної таємності. В листопаді 2019 року стало відомо, що другий сезон розробляється паралельно з першим, тому можна очікувати, що розрив у їх показах буде невеликим.
За оцінками від квітня 2021 року, витрати на один сезон серіалу склали 650 млн новозеландських доларів (близько 465 млн доларів США), що більше, ніж у «Гри престолів» (близько 100 млн доларів США за сезон). Ця сума включала створення інфраструктури для зйомок, декорацій, костюмів, які використовуватимуться і в майбутніх сезонах.
19 січня 2022 року було оголошено офіційну назву серіалу: «Володар перснів: Персні влади» (англ. The Lord of the Rings: The Rings of Power).

### Сценарій
У середині лютого 2019 року в Санта-Моніці почала працювати група сценаристів серіалу. Щоб зберегти деталі тексту в таємниці, вікна були заклеєні скотчем, а охоронець вимагав здавати відбитки пальців у тих, хто входить до приміщення. Саймон Толкін, романіст і онук Джона Толкіна, консультував творців серіалу й допомагав розробити його сюжет із арками персонажів. Шоуранери Джон Пейн і Патрік Маккей підкреслювали, що серіал не міститиме сцен сексу та насильства, як у «Грі престолів», буде розрахований на сімейний перегляд й не матиме посилань на сучасну політику.
Невдовзі після анонсу серіалу виникли припущення, що головним героєм стане молодий Арагорн. Проте в березні 2019 року Amazon опублікували карту Середзем'я з підписом «Welcome to the Second Age» («Ласкаво просимо до Другої епохи»), що виключило участь Арагорна. Влітку 2019 року дослідник творчості Толкіна і творчий консультант серіалу Тім Шиппі підтвердив, що дія серіалу розгорнеться в Другу епоху, та що Amazon планує випустити перший сезон у 2021 році. Пізніше Amazon припинила співробітництво з Шиппі, сказавши перед цим, що він не мав дозволу розголошувати деталі виробництва.
У січні 2022 року відбулося офіційне підтвердження наявності в сюжеті таких подій, як створення Перснів влади, сходження Саурона до влади, епічна історія острова Нуменор і останній альянс ельфів з людьми проти Саурона. В лютому 2022 року один з шоуранерів серіалу, Джон Д. Пейн, зазначив, що події, котрі в творах Толкіна займали тисячі років, сценаристи впишуть у порівняно невеликі часові терміни. Інші шоуранери зауважили, що не мають прав на екранізацію книг «Сильмариліон», «Незавершені оповіді» та «Історія Середзем'я», а отже не можуть зображати деталі, описані там; права були лише на «Гобіта» й «Володаря перснів» з додатковими поясненнями від Толкіна. У кінцевих титрах серіалу міститься застереження про те, що деякі елементи «натхненні оригінальним вихідним матеріалом, хоча й не містяться в ньому».
По завершенні першого сезону шоуранери Джон Пейн і Патрік Маккей повідомили, що другий сезон матиме «більш канонічний сюжет», і з-поміж іншого більшу зосередженість на Перснях.

### Зйомки
Зйомки першого сезону, як було повідомлено 18 вересня 2019 року, відбудуться в Новій Зеландії. Вони почалися того ж року та відбувалися на трьох знімальних майданчиках на Північному острові. До середини березня 2020 року кордони Нової Зеландії було закрито через пандемію COVID-19, і виробництво серіалу призупинилося. На той час над серіалом працювало понад 800 людей.
Про завершення зйомок першого сезону стало відомо 2 серпня 2021 року. Датою прем'єри оголосили 2 вересня 2022 року.
Щодо другого сезону, 12 серпня 2021 року розкрилося, що його зніматимуть у Великій Британії, куди перевезуть декорації з Нової Зеландії. Зйомки другого сезону заплановано на другий квартал 2022 року. Вони пройдуть на знімальних майданчиках студії «Брей» у графстві Беркшир та на колишній авіабазі «Бовінгтон» у графстві Гартфордшир.

### Добір акторів
Команда акторів представлена новозеландцями (їм дісталася третина ролей), австралійцями, шрі-ланкійцями, британцями та американцями.
Згідно з анонсом 4 вересня 2019 року, одну з головних ролей мав зіграти англійський актор Вілл Поултер. Та пізніше Поултер покинув проєкт, а його замінив інший англійський актор Роберт Арамайо.
У січні 2020 року компанія Amazon Studios оголосила з-поміж акторів таких, як Роберт Арамайо, Оуайн Артур, Назанін Боніаді, Том Бадж, Морвед Кларк, Ема Горват, Маркелла Кавена, Джозеф Моул, Тайро Махафідін, Софія Номвет, Меган Річардс, Ділан Сміт, Деніел Вейман і Чарлі Вікерс. А 3 грудня 2020 року стало відомо, що поміж акторів буде ще 20: Ленні Генрі, Пітер Маллан, Ллойд Оуен, Август Прю, Пітер Тейт, Бенджамін Вокер, Синтія Аддай-Робінсон, Саймон Мерреллс, Максім Болдрі, Ян Блекберн, Кіп Чапман, Ентоні Крам, Максін Канкліфф, Тристан Гравелль, Тасіта Джаясандера, Фабіан Маккаллум, Джефф Морелл, Алекс Таррант, Леон Водем і Сара Звангобані.
Том Бадж у березні 2021 року повідомив, що знявшись у кількох епізодах покинув проєкт через зміну сюжетної лінії, де фігурує його персонаж (Келембрімбор). У липні 2021 надійшла інфомрація, що в першому сезоні знімалися Чарльз Едвардс, Вілл Флетчер, Амелі Чайлд-Вилльєрс і Бо Кассиді. В жовтні 2021 року британський темношкірий актор Ленні Генрі зазанчив, що гратиме хутронога (англ. harfoot) — представника давнього племені гобітів, які мали «смагляву шкіру». 10 лютого 2022 року, після публікації постерів ще кількох акторів, команда серіалу повідомила, що це супроводжувалося «атакою анонімних тролів» у соцмережах. За заявою творців серіалу, акторський склад з представників різних рас і культур відображає погляди Толкіна на те, як різні раси виходять за межі своєї осідлості та краще співпрацюють між собою. Дослідниця творів Толкіна, Маріана Ріос Мальдонадо, котра працювала з Amazon, стверджувала, що негативна реація частини авдиторії на акторів була передбачувана.

## Сприйняття
На агрегаторі рецензій Rotten Tomatoes серіал отримав незадовго після прем'єри 85 % схвальних рецензій критиків із середнім балом 7,5/10 на основі 230-и рецензій, але 39 % від пересічних глядачів.
На Metacritic серіал отримав 71 бал зі 100 на основі 37-и відгуків критиків, що вказує на «загалом схвальні відгуки». На IMDb незадовго після виходу перших двох епізодів майже 25 % із користувачів (25645 осіб) оцінили серіал на 1 зірку з 10. Всього по світу перші два епізоди за день переглянули понад 25 млн людей.
Перші два епізоди отримали загалом позитивні відгуки від критиків, з особливою похвалою за сюжетну лінію, операторську роботу, візуальні ефекти та музичну партитуру, з певною критикою повільного темпу оповіді.
Amazon заморозили відображення рейтингу серіалу на своєму сайті на 72 години через шквал негативних оцінок від глядачів.
Перші два епізоди здебільшого критикувалися глядачами за недостатньо виразну гру акторів і надмірну увагу до Ґаладріель, яка поводиться зовсім не так, як у літературних першоджерелах. Частина критики була спрямована на присутність темношкірих акторів із такими аргументами, що Толкін писав британсько-скандинавський міф, персонажі якого відповідно світлошкірі. Майже в той самий час розпочався серіал «Дім Дракона»— приквел до «Гри престолів», що зумовило порівняння двох серіалів.
За спостереженням сайту TechRadar, лише близько 40 % згадок «Перснів влади» в соцмережах на старті показів були позитивними. Це пояснювалося повільним темпом оповіді перших двох епізодів, але на думку репортера Тома Пауера, такий темп був необхідний, щоб представити персонажів. Згідно з Люком Голландом із The Guardian, «Хибним було припущення, що світу Толкіна буде достатньо, щоб тримати глядачів у захваті […] Здавалося, що „Персні влади“ можуть виявитися найдорожчою невдачею…». Тільки 6-й епізод першого сезону розкриває потенціал серіалу та демонструє, що всі попередні сюжетні лінії не були марні. Саме цей епізод фактично закінчує пролог.
Згідно з IGN, слабким місцем серіалу є його вступні епізоди. Вони надто мляві, хоча гарні з точки зору операторської роботи, декорацій, костюмів і музики. Зазначалося, що роль Ґаладріель спершу губиться поміж інших персонажів і виглядає не такою важливою, як стає потім. Але в цілому за режисурою, операторською роботою, ефектами, костюмами та музикою серіал конкурує «з найбільшими високобюджетними фільмами».